# ملك شعراء الولايات المتحدة

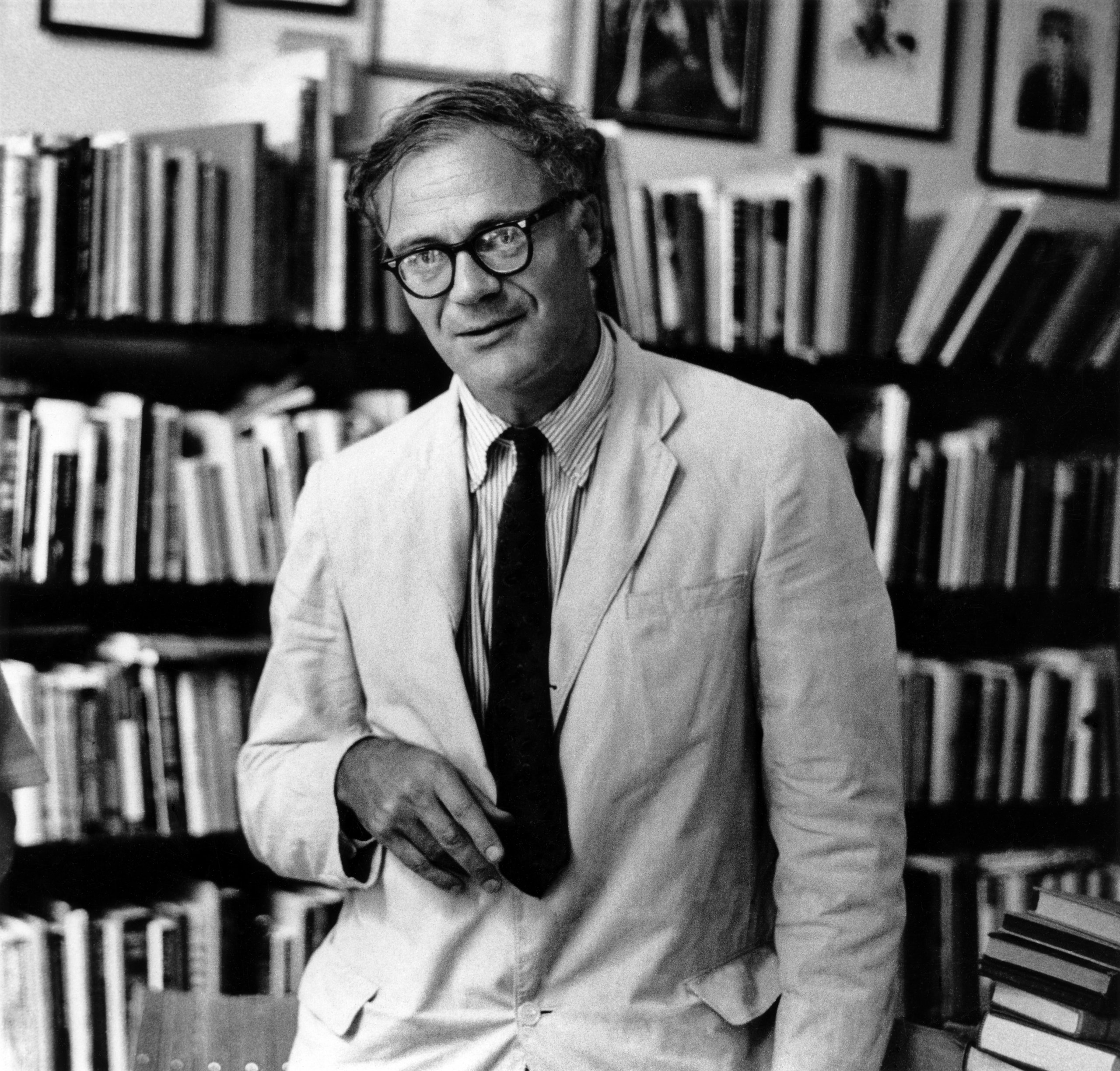

ملك الشعراء ومستشار مكتبة الكونغرس في أمور الشعر (بالإنجليزية: Poet Laureate Consultant in Poetry to the Library of Congress)‏، ويسمى عادةً ملك شعراء الولايات المتحدة (بالإنجليزية: United States Poet Laureate)‏، هو بمثابة الشاعر الرسمي للولايات المتحدة، ويفترض أن يقوم خلال فترة شغله لهذا المنصب بنشاطات لزيادة وعي الناس بالشعر وزيادة تقديرهم لقراءة الشعر وكتابته. أنشئ هذا المنصب على نموذج شاعر بلاط المملكة المتحدة بموجب مرسوم من الكونغرس في سنة 1985، وقبل ذلك، بين 1937 و1985، كان هذا المنصب يسمى مستشار مكتبة الكونغرس في أمور الشعر

## لمحة
يتم تعيين ملك الشعراء سنوياً من قبل أمين مكتبة الكونغرس بعد التشاور مع ملك الشعراء الحالي وشاغلي المنصب السابقين وكبار النقاد. يتلقى ملك الشعراء منحة سنوية قدرها 35 ألف دولار أمريكي. تسعى مكتبة الكونغرس إلى التقليل من الواجبات النوعية لشاغلي هذا المنصب كي تتيح لهم الحرية للعمل على مشاريعهم الشخصية.
على ملك الشعراء أن يقرأ محاضرة سنوية وشيئاً من شعره، وعادةً ما يقدم شعراء جدد خلال السلسلة السنوية الشعرية للمكتبة. بدأت سلسلة القراءات الأدبية الشعرية والنثرية والمحاضرات والندوات في أربعينات القرن العشرين، وقد أحضر ملوك الشعراء مجتمعين أكثر من ألفي شاعر ليقرؤوا شعرهم في المكتبة.
يضفي كل شاعر في هذا المنصب لمسته الخاصة عليه؛ فعلى سبيل المثال، طرح يوسف برودسكي فكرة تقديم الشعر في المطارات والفنادق، وكانت غويندولين بروكس تلتقي مع تلاميذ المدارس الابتدائية وتشجعهم على كتابة الشعر.